# 赛克斯 (路易斯安那州)
赛克斯（英語：Sikes），是美国路易斯安那州下属的一座村镇。根据2010年美国人口普查，该市有人口119人。建置上，属于“village”。